# Campylobacter rectus
Campylobacter rectus is een soort Campylobacter. Hij wordt genoemd als ziekteverwekker bij chronische parodontitis, die botverlies kan veroorzaken. Deze beweeglijke bacil is een Gram-negatieve, facultatief anaerobe. Campylobacter rectus wordt in verband gebracht met hypertensie samen met Prevotella melaninogenica en Veillonella parvula.